# 拉结
拉结或譯辣黑耳（羅馬化：Rāḥēl，直译：「ewe」），是《希伯来圣经》裡以色列族長、以色列人祖先雅各的第二位和最宠爱的妻子（兩人是表親），古埃及大內總管约瑟和便雅悯的母亲，拉班的女儿，雅各第一位妻子利亚（Leah）的妹妹。丈夫雅各是她的表兄，婆婆利百加是拉结的姑母，參見《創世記》。

## 生平

### 出场
拉结在圣经中首次出现，是在《创世记》第29章第17节，被形容为“生得形貌美丽。”（希伯來語：וְרָחֵל הָֽיְתָה יְפַת־תֹּאַר וִיפַת מַרְאֶה）。

### 嫁给雅各
雅各的母亲利百加劝他逃到拉结的家，以免被哥哥以扫杀害，也能有机会物色一位妻子。他看见拉结，立刻爱上了她，希望同她结婚，舅舅拉班要求雅各为他牧羊7年，但在婚礼的夜晚却哄骗他，将姊姊利亚穿上礼服，冒充拉结嫁给雅各。犹太人中还传说，雅各和拉结怀疑拉班会施行这样的诡计，设计了一连串的暗号，让新郎到时可以识别出蒙头的新娘。可是当拉结發现拉班带利亚前去时，不忍让自己的姊姊在众人面前蒙羞，将暗号透露给了姊姊。當雅各在結婚初夜發現妻子是利亚後，婚姻已經生效。于是雅各接受拉班的要求，再牧羊7年，才有机会娶到了拉结。隨了利亚及拉结外，拉班也給予利亚及拉结的兩個侍女給雅各，兩人皆成為雅各的妻子。

### 母亲
當利亞生了四個兒子後，拉結仍難以懷孕。她讓其侍女辟拉給雅各，辟拉再生了兩個兒子，被視為拉結的兒子。利亞再生了兩個兒子及一個女兒，亦使其侍女悉帕生了兩個兒子，拉結自己其後生了兩個兒子。《创世纪》 （35章24节）拉结生约瑟（יוֹסֵף）                            和便雅悯（בִּנְיָמִין）

### 去世与埋葬
据《创世记》记载，拉結生下第二個兒子便雅悯（Benjamin，原名為便俄尼）後，因難產而死。雅各在耶路撒冷往伯利恒的路上埋葬拉結，並設立墓碑，今日尚在。

## 后代
拉結所生的長子約瑟成為以色列支派的領袖，他成為古埃及的大內總管，期間以色列人移居埃及，在埃及建立自身的民族主義。

## 其它
在普鲁斯特的代表作，长篇意识流小说《追忆似水年华》中，圣卢侯爵的情妇（她后来成为举世闻名的风格演员）也叫拉结。马塞尔早年去妓院游荡时，也曾听到妓院老板因圣经中的故事戏称她为拉结主托。

## 流行文化
- 撲克牌上的方塊Q，以拉結為人物原型。